# Provincia de Mindoro
La Provincia de Mindoro fue una de las provincias españolas en el archipiélago filipino, dependiente del gobierno superior de la colonia y en lo eclesiástico del arzobispo de Manila. Estaba al frente de su administrador un gobernador político-militar y su categoría era de entrada. 

## Geografía
Su territorio comprendía las actuales provincias de Mindoro Occidental, Mindoro Oriental, Marinduque, descrito entonces de la siguiente manera: la isla de su nombre y sus adyacentes, entre las cuales son las más notables las llamadas Luban é Ilini y la de Marinduque, á pesar de hallarse más cerca de la provincia de Tayabas, sita en el continente de la Luzonía.
Hay algunas rancherías de indios infieles llamados manguianes.
En 1850 formaban la provincia los siguientes 10 pueblos:
| Pueblo        | Almas | Provincia actual                       |
| ------------- | ----- | -------------------------------------- |
| Calapán       | 2722  | Mindoro Oriental                       |
| Puerto Galera | 1215  | Mindoro Oriental                       |
| Paluán        | 525   | Mindoro Occidental                     |
| Sablayán      | 752   | Mindoro Occidental                     |
| Mangarín      | 922   | Mindoro Occidental, barrio de San José |
| Nauján        | 3191  | Mindoro Oriental                       |
| Boac          | 11080 | Marinduque                             |
| Santa Cruz    | 7222  | Mindoro Occidental                     |
| Gasán         | 1667  | Marinduque                             |
| Lubang        | 6040  | Mindoro Occidental                     |
| Total         | 35156 |                                        |

## Historia
En el siglo XIV comerciantes chinos se establecieron en Mangarín, siendo este el asentamiento más antiguo.
El nombre de este barrio deriva de la palabra "Mandarín". Los españoles se establecieron en el siglo XVIII.
Durante la Ocupación Estadounidense de Filipinas esta provincia la formaban las islas de Mindoro, la de Lubang, la de Maestre de Campo y otras islas adyacentes a cualquiera de las anteriores no incluidas en el territorio de otra provincia. Su capital era Calapan. Comprendía las siguientes 13 nuevas poblaciones (townships):
| - Abra de Ilog - Bulalacao | - Calapan - Caluya, hoy en la provincia de Antique | - Concepción, hoy barrio de Calintaán. - Lubang | - Mamburao - Nauján | - Paluán - Pinamalayán | - Pola - Sablayan | - San Jose |  |

El territorio de Marinduque fue ocupado en  1901 y organizado como provincia en junio de 1902. En el mes de noviembre Mindoro y la isla de Lubang se separaron.
Según el censo de 1918 esta provincia tenía una extensión superficial de 10.173 km², la poblaban 73.822 almas que habitaban en 12 distritos municipales con 106 barrios.

### Partición en dos provincias
El 13 de junio de 1950, la provincia de Mindoro se divide en dos porciones: Oriental y  Occidental.
La provincia Oriental comprendía los siguientes once municipios:  Baco, Bongabón, Bulalacao, Calapan, Mansalay, Naujan, Pinamalayan, Pola, Puerto Galera, Roxas, y San Teodoro.
La provincia Occidental comprendía los siguientes ocho municipios: Abra de Ilog, Looc, Lubang, Mamburao, Paluán, Sablayán, San Jose y Santa Cruz.